# ماهية نوعية
الماهية النوعية هي الماهية التي تكون في أفرادها على التسوية، فإن الماهية النوعية تقتضي من أفرادها ما تقتضيه من فرد آخر، كالإنسان، فإنه يقتضي في زيد ما يقتضي في عمرو، بخلاف الماهية الجنسية.